# Синхронне плавання на Чемпіонаті Європи з водних видів спорту 2021 — змішаний дует, довільна програма
Змагання з синхронного плавання в довільній програмі змішаних дуетів на Чемпіонаті Європи з водних видів спорту 2021 відбулися 14 травня.

## Результати[1]
| Місце | Країна     | Спортсмени                        |         |
| Місце | Країна     | Спортсмени                        | Очки    |
| ----- | ---------- | --------------------------------- | ------- |
| 1     | Росія      | Олеся Платонова Олександр Мальцев | 93,9333 |
| 2     | Іспанія    | Емма Гарсія По Рібес              | 86,5333 |
| 3     | Італія     | Ізотта Спортеллі Ніколо Оглярі    | 81,8667 |
| 4     | Словаччина | Джозеф Солимоси Сільвія Солимоси  | 76,1667 |